# Janet Rogers
Janet Marie Rogers (née le 29 janvier 1963), descendante des Premières Nations Mohawk et Tuscaroras, est une auteure canadienne reconnue par le champ artistique contemporain et celui propre à la culture de la ligue des Six Nations. Elle publie ses textes sous forme de livres, de CD, et de vidéos-poèmes, et présente régulièrement son travail de spoken word sur les scènes d'Amérique du Nord. Les questions qu'elle aborde sont propres à son ascendance, au colonialisme, au féminisme, à la sexualité, aux notions d'esprit et d'amour humain.

## Biographie
Janet Marie Rogers est née le 29 janvier 1963 à Vancouver. Elle descend des Premières Nations Mohawk et Tuscaroras, lesquelles font partie des Six Nations en Ontario. Après avoir étudié à Stoney Creek, à Hamilton ,Rogers devient plasticienne. Après avoir vécu à Toronto, elle s'installe en 1994 dans les terres originelles des Salish du littoral, à Victoria, sur l'île de Vancouver, où elle vit toujours. Deux ans après cet emménagement, Rogers commence à écrire,.
Rogers a programmé Native Waves Radio sur CFUV et Tribal Clefs sur CBC Radio One Victoria. Elle a produit le documentaire radiophonique Bring Your Drum: 50 Years of Indigenous Protest Music and Resonating Reconciliation, qui est récompensé du prix Best Radio lors du festival imagineNATIVE Film + Media Arts. 
En tant qu'éditrice invitée, elle coordonne le numéro du printemps 2018 de la revue Yellow Medecine Review, intitulée A Journal of Indigenous Literature, Art and Though.

## Carrière

### Déploiement de l'œuvre
Les questions qu'abord Rogers dans son travail artistique se centrent sur son héritage d'amérindienne et les territoires historiques qui y sont associés, le féminisme, la sexualité, l'esprit et l'amour humain.  
Rogers publie à la fois des livres et des enregistrements de ses poèmes, et y associe parfois des captations vidéos. En 2007, paraît Splitting the heart, accompagné d'un CD. Puis, en 2009, est publié Firewater, un CD. Depuis, les publications de livres et de CD s'enchaînent. Red Erotic (2010) est un recueil de poésie érotique amérindienne  quand les 50 poèmes de Unearthed (2011) sont répartis en trois chapitres : amour, politique, et identité,. Après avoir mené des recherches en partenariat avec la Smithonian Institution sur Pauline Johnson, une poète des Premières Nations ayant vécu au XIXe siècle, Rogers bénéficie d'une résidence au Banff Centre en 2012. Peace in duress, en 2014, est décrit comme parvenant à réunir une langue sophistiquée et des descriptions précises de la nature et de l'animisme propre aux Six Nations, sans jamais verser dans une assimilation propre à la colonisation. Rogers y fait état du traité de coexistence pacifique passé en 1613 entre les Haudenosaunee et les Hollandais alors présents sur le territoire, scellé par un collier de wampum à deux rangs, littéralement le Guswenta, et dont les rangs figurent chacun un canoë naviguant parallèle l'un à l'autre. Décrit précisément dans le poème Forever, le collier de wampum est un fil directeur de ce recueil. 
Cependant après la sortie de  Rogers déclare sur CBC Radio que ce livre sera son dernier.  
À la surprise de l'auteure elle-même, Totem poles and railroads paraît en 2017. C'est à Winnipeg, lieu historique de la colonisation canadienne, alors qu'elle y est invitée pour une lecture, que Rogers commence ce livre qui traite du rapport entre canadiens et peuples amérindiens.

### Collaborations musicales
Rogers collabore avec de nombreux artistes, notamment des danseurs et des musiciens. Alex Jacobs, poète mohawk, et Rogers forme le collectif Ikkwenyes (Ose le faire). Ils reçoivent du Conseil Canadien des Arts le Collaborative Exchange Award et du Loft Literary Center, une résidence. Le travail de Rogers est aussi adapté par des compositeurs et compositrices ciontemporaines, dont Jennifer Butler qui a adapté le poème Klee Wyck Woman qui est à propos d'Emily Carr. Celui-ci a été interprété en 2018 par la mezzo-soprane Tasha Farivar et le Emily Carr String Quartet à l'Université de Victoria.

### Reconnaissance
À partir d'avril 2012, et jusqu'en 2014, Rogers est Poète Officielle de Victoria.  
Firewater, un CD, qui est nommé aux Canadian Aboriginal Music Awards de la même année et aux Native American Music Awards de 2010. 6 directions, CD publié en 2013, est nommé dans la catégorie du Meilleur Enregistrement de Spoken Word par le Canadian Aboriginal Music Awards, le Aboriginal Peoples Choice Music Awards and le Native American Music Awards. 
En 2015, l'Université du Nord de la Colombie Britannique l'accueille comme auteure en résidence  En 2016, c'est en tant qu'artiste associée au département de culture visuelle que l'accueille l'École d'Art et de Design d'Ontario. En 2018, Rogers bénéficie d'une résidence en tant qu'artiste invitée à l'Institut des Arts AmérIndiens. 
Enfin, l'un des poèmes de Rogers, Croxxing, pourrait être intégrer dans l'espace urbain de Victoria.

### Livres
- Splitting the Heart, Ekstasis, 2007
- Red Erotic, Ojistah Publishing, 2010
- Unearthed, Leaf Press, 2011
- Peace in duress, Talonbooks, 2014
- Totem poles and railroads, ARP, 2016

### CD
- Firewater, 2009
- Got Your Back, en collaboration avec Alex Jacobs, 2012
- 6 Directions, 2013